# 埃斯皮诺萨
埃斯皮诺萨是巴西米纳斯吉拉斯州的一个市镇。总面积1876.401平方公里，总人口32329人，人口密度17.2人/平方公里。